# Agustín (ilustrador)
Agustín López González (c. 1878-1935), conocido simplemente como Agustín, fue un ilustrador español.

## Biografía

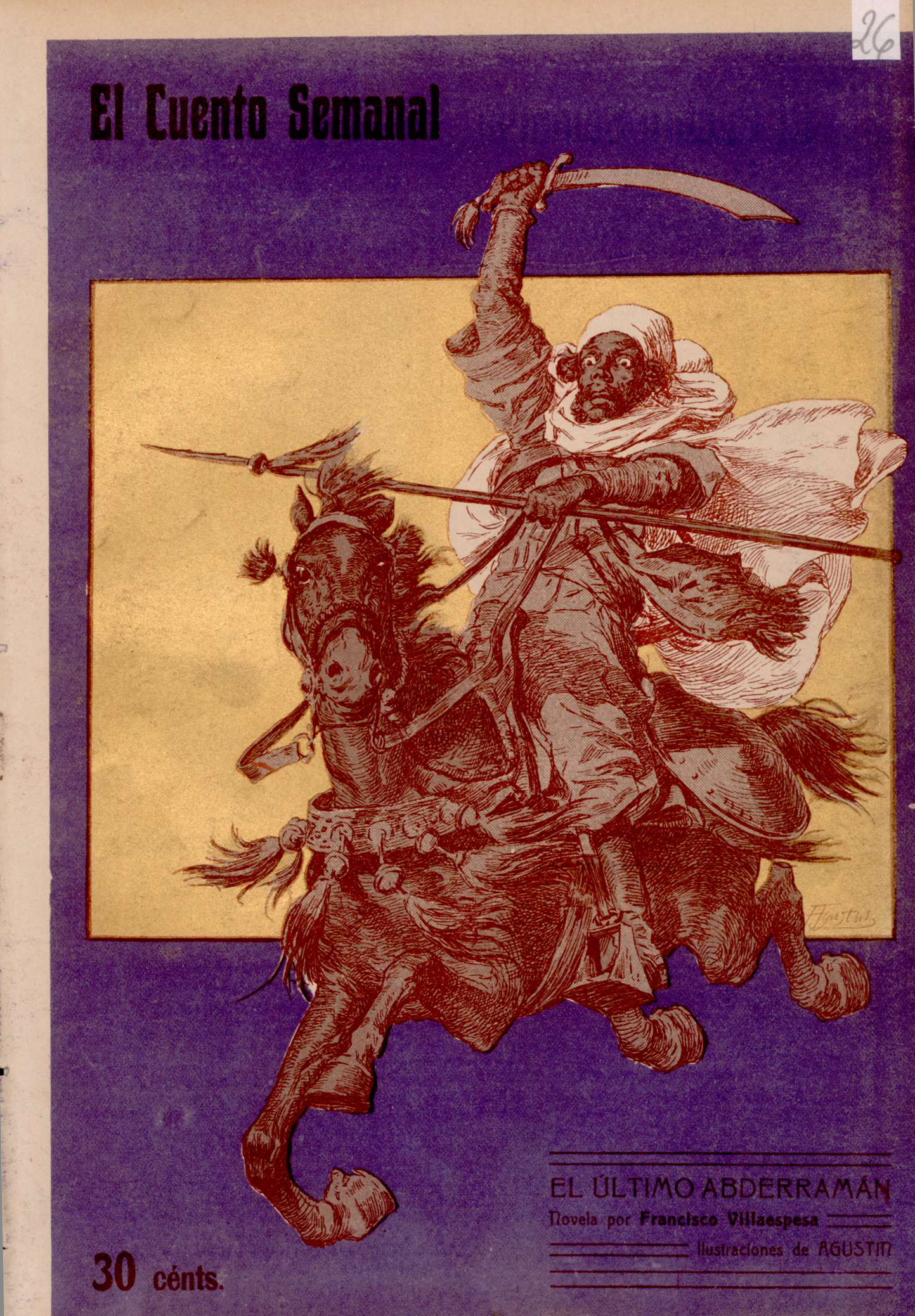
Portada de Agustín para El último Abderramán, novela de Francisco Villaespesa publicada en la colección El Cuento Semanal (1909)

Nacido hacia 1878, colaboró en España Nueva y se destacó por sus ilustraciones de la Primera Guerra Mundial, que publicó en La Tribuna. Sus dibujos también aparecieron en lo sucesivo en otros títulos de la prensa periódica como Heraldo de Madrid, Estampa, España Libre, El Imparcial, Blanco y Negro, Ahora, Vida Nueva y ABC. También participó en la serie El Cuento Semanal, siendo uno de los ilustradores más prolíficos ilustrando las páginas interiores de los números de esta colección literaria.
Falleció en la capital el 24 de noviembre de 1935, en su domicilio del número 10 de la calle de Mira el Sol, en el barrio de Lavapiés.
En La Voz se le describía como «una figura que encarnaba el Madrid de los barrios bajos, con su ingenio castizo». Firmaba sus ilustraciones con su nombre de pila, «Agustín».